# El diablo a las cuatro
El diablo a las cuatro es una película del año 1961 perteneciente al género de desastres. Producida y distribuida por Columbia Pictures, es protagonizada por Spencer Tracy y Frank Sinatra y dirigida por Mervyn LeRoy. Basada en la novela homónima publicada en 1959 por el escritor británico Max Catto, es una precursora de películas de desastres de la década de 1970, como La aventura del Poseidón, Terremoto e Infierno en la Torre.

## Argumento
En una ficticia isla del océano Pacífico, llamada isla de Talua en la Polinesia francesa, a unas 500 millas de Tahití, el padre Doonan (Spencer Tracy), ha sido relevado de sus funciones por el padre Perreau (Kerwin Mathews). El Padre Doonan ha caído en desgracia con los residentes de la isla porque se equivocó, y en secreto cuidadosamente está escondido de la isla: la enfermedad de Hansen (lepra) se expandió y enfermó entre los jóvenes de las islas. Él construyó un hospital para los niños muy cerca del volcán de la isla.
Mientras tanto, tres convictos, Harry (Frank Sinatra), Charlie (Bernie Hamilton) y Marcel (Gregoire Aslan), van hacia Tahití, pero hacen una parada inesperada en la isla, y se ponen a trabajar en el hospital de leprosos. Todo esta aparentemente normal hasta que el volcán de la isla comienza a entrar en erupción y el gobernador (Alexander Scourby) ordena una evacuación. El gobernador no puede llegar al carguero que acaba de salir y los planes para evacuar la isla dependen de un solo hidroavión y una goleta.
Los niños todavía están en la ladera del volcán en el hospital y el padre Doonan está desesperado por rescatarlos. Cuando el carguero de repente aparece de vuelta en la isla, el padre Doonan convence al gobernador de dejar algunos hombres para rescatar a los niños. La goleta esperará hasta las 4:00 p. m. del día siguiente, para que ellos puedan escapar, antes de que tenga que salir debido a las mareas.
Con la esperanza de conseguir que sus condenas sean conmutadas, los presos están de acuerdo en usar paracaídas  para llegar al hospital con el padre Doonan para rescatar a los niños y al personal del hospital. Se enfrentan al fuego, lava, y a los terremotos mientras se agota el tiempo.
Con el tiempo, la mayor parte de los niños y del personal son rescatados y suben a bordo de la goleta. El prisionero Marcel se ahoga en un pozo de barro. Charlie es fatalmente herido cuando el puente que está soportando colapsa, después todo el mundo se pone a salvo después de la peligros travesía. El Padre Doonan decide quedarse con él. Harry ve a los niños y el personal de la goleta y vuelve a esperar con sus amigos. Él está atrapado en un lado del abismo mientras el padre Doonan y Charlie están en el otro. El padre Doonan le da a Charlie la extremaunción cuando muere y empieza a pedir perdón por sus pecados, mientras que la totalidad de la isla explota (como Krakatoa).

## Reparto
- Spencer Tracy: el Padre Matthew Doonan.
- Frank Sinatra: Harry.
- Kerwin Mathews: el Padre Joseph Perreau.
- Jean-Pierre Aumont: Jacques.
- Grégoire Aslan: Marcel.
- Alexander Scourby: el gobernador.
- BarBara Luna:[1] Camille.
- Cathy Lewis: Matron.
- Bernie Hamilton: Charlie.
- Martin Brandt: el doctor Wexler.
- Louis Merrill: Aristide Giraud.
- Marcel Dalio: Gaston.
- Tom Middleton: Paul.
- Ann Duggan: Clarisse.
- Louis Mercier: Cabo.
- Michele Montau: Margot.

## Producción
Filmada en Hawái y California; un "volcán" tuvo que ser construido especialmente en tierras de cultivo fuera de Fallbrook, California, que fue detonada mediante casi una tonelada de explosivos. La explosión casi mató al hombre que pilotaba el helicóptero y la cámara que estaban filmando ella. Los efectos fueron considerados tan buenos que han sido reutilizados como metrajes lo largo de los años.
Debido a la demanda de Tracy de la parte superior de facturación en cualquier película que protagonizó, Sinatra cedió arriba de facturación a fin de asegurar la presencia de Tracy para la película. La película fue el más caro de que Columbia Pictures jamás había hecho.
Paseo peligrosos de la película al otro lado de la isla por un grupo de personas atrapadas por el volcán, se copió en gran medida en la película de desastres 1980 volcán El día del fin.

## Recepción de la crítica
Las críticas fueron en su mayoría buenas, si no entusiastas. Variety comentó sobre los «excepcionales efectos especiales» y elogió la actuación, señalando que «Tracy ofrece una de sus interpretaciones más coloridas en su clérigo bebedor que ha perdido la fe en su Dios, walloping más un personaje que desencadena la acción entera del papel de la película. Sinatra, de primera clase, pero de menor importancia en comparación, es eclipsado en el interés por Aslan, uno de los convictos en una parte robar que aclara algunas de las acciones más dramáticas».
NME decía que «aunque un poco sentimental, la película se sale de eso gracias a los señores Tracy y Sinatra».